# Николас Татес
Николас Татес (хол. Nicolaas Tates; Зандам, 5. мај 1915 — Зандам, 25. децембар 1990) бивши је холандски кајакаш који се такмичио на Олимпијским играма 1936. у Берлину. Веслао је у пару са својим земљаком Вим ван дер Крофтом.

## Спортска биографија
Био је члан кајакашког клуба Зандам.
Кроз неке успехе у међународним регатама, Татес и ван дер Крофт обезбедили су квалификацију за одлазак на Летње олимпијске игре 1936. које су се одржале у Берлину. Такмичили су се у дисциплини класичног кајака двоседа (К-2) 1.000 м освојивши бронзану медаљу.